# Stadion Cần Thơ
Stadion Cần Thơ (wiet. Sân vận động Cần Thơ) – wielofunkcyjny stadion w mieście Cần Thơ, w Wietnamie. Obiekt może pomieścić 25 000 widzów. Swoje spotkania rozgrywają na nim piłkarze klubu Cần Thơ FC.